# (54) Alexandra
Alexandra és l'asteroide número 54 de la sèrie. Fou descobert per l'astrònom Hermann Mayer Salomon Goldschmidt des de l'observatori de París (França), el 10 de setembre del 1858.
S'anomena Alexandra per l'explorador alemany Alexander von Humboldt. Té un diàmetre de 165,8 quilòmetres i el seu període de rotació és de 7,024 hores.